# Andries Teeuw
Andries „Hans” Teeuw (ur. 12 sierpnia 1921 w Gorinchem, zm. 18 maja 2012 w Lejdzie) – holenderski literaturoznawca, badacz literatury indonezyjskiej. Działał jako krytyk literacki i tłumacz współczesnej literatury indonezyjskiej.

## Życiorys
Po ukończeniu szkoły średniej w 1938 r. rozpoczął studia w zakresie literatury klasycznej w Utrechcie. Po kilku tygodniach wyjechał do Lejdy i podjął studia indologiczne (niderl. Indologie; dziedzina wiedzy o Holenderskich Indiach Wschodnich); w 1941 r. zdał egzamin kandydacki. Swoją edukację kontynuował w Utrechcie. Od 1943 r. musiał się ukrywać, ponieważ odmówił podpisania deklaracji lojalności (loyaliteitsverklaring). W 1945 r. zdał z wyróżnieniem egzamin doctoraalexamen. W 1946 r. uzyskał doktorat.
W latach 1947–1951 pracował na Uniwersytecie Indonezyjskim. Od 1952 r. był profesorem w Utrechcie, a w 1955 r. objął stanowisko profesora w Lejdzie.
Wraz z W.J.S. Poerwadarmintą współtworzył słownik indonezyjsko-holenderski z 1950 r.